# Erik Poulsen (MEP)
 For alternative betydninger, se Erik Poulsen. (Se også artikler, som begynder med Erik Poulsen)
Erik Poulsen (født 16. juni 1967 i Hvam Mejeriby) er en dansk politiker som blev medlem af Europa-Parlamentet i 2022. Han blev ved Europa-Parlamentsvalget 2019 i Danmark 3. stedfortræder for Venstre. Da Søren Gade og Linea Søgaard-Lidell blev valgt til Folketinget ved folketingsvalget 2022, blev der brug for to af Venstres stedfortrædere. Oprindeligt skulle Søgaard-Lidells plads i Europa-Parlamentet være gået til 2. stedfortræder Kim Valentin. Men Karen Ellemann som var genvalgt til Folketinget ved folketingsvalget, meddelte 14. november at hun ikke ville indtage sin plads i Folketinget fordi hun var udnævnt til generalsekretær i Nordisk Ministerråd. Det betød at Kim Valentin som også havde stillet op til Folketinget og der blevet stedfortræder for Ellemann, valgte at indtræde i Folketinget i stedet for Europa-Parlamentet, således Erik Poulsen kunne overtage Linea Søgaard-Lidells plads i Europa-Parlamentet.
Poulsen er uddannet journalist på Danmarks Journalisthøjskole 1994, og havde siden 1. januar 2022 arbejdet som politisk udviklingskonsulent i landboforeningen Fjordland da han indtrådte i Europa-Parlamentet.